# Miro
Miro（旧Democracy Player）は、クロスプラットフォームで動作するオープンソースのメディアプレーヤー。参加型文化財団が開発し、GPLで公開されている。